# Landesbank
Landesbanken sind in Deutschland Kreditinstitute, die für einzelne  Bundesländer Bankgeschäfte ausführen und das Land bei der Wirtschaftsförderung unterstützen.

## Geschichte
Vorläufer der heutigen Landesbanken waren die Provinzial-Hilfskassen. Erste war die Provinzial-Hülfskasse Westfalen, die am 5. Januar 1832 ihren Geschäftsbetrieb in Münster aufnahm. Ihre Satzung sah eine Darlehensvergabe zur Schuldentilgung und zur Haushaltsverbesserung von Gemeinden wie auch für Infrastrukturmaßnahmen vor. Am 23. Juni 1832 entstand die Landeskreditkasse in Kassel, die im Gegensatz zur Hülfskasse auch Staatseinlagen und private Spareinlagen annehmen und Schuldverschreibungen emittieren durfte. Weitere Provinzial-Hülfskassen entstanden anschließend 1847 in Sachsen und Pommern. Am 7. Februar 1854 nahm die Rheinische Provinzial-Hülfskasse in Köln ihre Tätigkeit auf. Diese verlegte am 10. Juli 1877 ihren Sitz nach Düsseldorf, erhielt am 17. Februar 1888 eine neue Satzung und nannte sich nun „Landesbank der Rheinprovinz“. Seit 1910 stieg die Bedeutung der Zahlungsverkehrsfunktion für Landesbanken, da sie zur zentralen Verrechnungsstelle bei der Beschleunigung des bargeldlosen Zahlungsverkehrs wurden. Seit Februar 1911 übernahm die Stadtsparkasse Köln die Funktion der Girozentrale für die Rheinprovinz. Am 20. Juni 1914 beschloss der Rheinisch-Westfälische Sparkassentag in Köln, die Landesbank der Rheinprovinz anstelle der Stadtsparkasse Köln als Girozentrale einzusetzen.
Durch die Deutsche Bankenkrise ab 1931 wurde das deutsche Währungs- und Bankensystem stark getroffen. Auch die größte der Landesbanken, die Landesbank der Rheinprovinz, stand vor dem Zusammenbruch. Diese hatte langfristige Kommunalkredite durch kurzfristige Geldanlagen der Sparkassen refinanziert und war im Juli 1931 in eine Liquiditätskrise geraten. Sie musste am 7. August 1931 ihre Zahlungen einstellen. Die Koordination des Giroverkehrs der Sparkassen hatte im August 1931 eine Zweigstelle der Deutschen Girozentrale in Köln übernommen. Eine Unterstützung der Reichsbank mit einer Linie von 200 Millionen RM beseitigte die Liquiditätsprobleme der Landesbank.
Nach 1935 wurden Landesbanken als Anstalt des öffentlichen Rechts gegründet oder fortgeführt. Landesbanken im modernen Sinn entstanden nach dem Zweiten Weltkrieg, als die Bundesländer ihre ersten Landesanleihen mit Hilfe der Landesbanken als Hausbank und Konsortialführer des Emissionskonsortiums emittierten. Da die meisten Bundesländer als Daueremittenten fungierten, stiegen Landesbanken zu den größten Fremdemittenten Deutschlands auf. Landesbanken waren in der Aufbauphase ein wichtiges Instrument zur finanziellen Verwirklichung der Infrastruktur- und Wirtschaftspolitik der Länder.
Ab 1972 begann die WestLB mit dem Aufbau ihres Filialnetzes im Ausland, um ihr internationales Geschäft organisatorisch umsetzen zu können. Alle Landesbanken folgten diesem Beispiel, mussten jedoch teilweise erhebliche Verluste insbesondere in der Finanzkrise ab 2007 hinnehmen. Größere Unternehmenskrisen bei Banken sollte das im Juli 2009 in Kraft getretene Finanzmarktstabilisierungsfortentwicklungsgesetz verhindern, indem es die Möglichkeit zur Einrichtung von Abwicklungsanstalten, demzufolge einer pro Institut zu errichtenden Bad Bank zur Auslagerung abzuwickelnder Geschäftsbereiche, eröffnete. Die Krise führte letztlich zur ersten Aufspaltung einer Landesbank, der WestLB AG, zum 1. Juli 2012.

## Rechtsformen und Träger

Die Kerngeschäftsgebiete der deutschen Landesbanken (2017)

Klassische Rechtsform der Landesbanken ist die Anstalt des öffentlichen Rechts (Ausnahmen: HSH Nordbank AG und Landesbank Berlin AG). Mit dieser sind im öffentlichen Recht automatisch Anstaltslast und Gewährträgerhaftung verbunden. Ihre Gesellschafter – wegen der meist öffentlichen Rechtsform als Träger bezeichnet – sind bundesweit uneinheitlich. Die Trägerschaft reicht von dem jeweiligen Bundesland (Bayerische Landesbank) über regionale Sparkassen (Helaba) bis zu Mischformen mit Landschaftsverbänden und regionalen Sparkassen- und Giroverbänden (WestLB). Durch die rechtsformbedingte subsidiäre Gewährträgerhaftung des Bundeslands entstand erstmals bei der WestLB die Problematik der Beihilfe, da die EU-Wettbewerbskommission die Eigenkapitalerhöhungen bei Landesbanken ab 1993 als wettbewerbsverzerrend einstufte. Mit der Brüsseler Konkordanz vom Juli 2001 wurde die Gewährträgerhaftung und Anstaltslast bei allen Landesbanken (und auch bei Sparkassen) abgeschafft bzw. modifiziert. Die Landesbanken unterliegen einer Staatsaufsicht, indem die obersten Repräsentanten der Gewährträger geborene Mitglieder des Verwaltungs- oder Aufsichtsrats sind. Die Organe der Landesbanken sind Vorstand, Aufsichtsrat/Verwaltungsrat und Gewährträgerversammlung. Alle Landesbanken sind Mitglied des Bundesverbands Öffentlicher Banken Deutschlands (VÖB).

## Aufgaben
Landesbanken sind Staats- und Kommunalbanken im jeweiligen Bundesland, für das sie alle Bankgeschäfte ausführen, es finanziell beraten und damit eine Hausbankfunktion wahrnehmen. Landesbanken sind darüber hinaus befugt, alle im Rahmen ihrer Satzung erlaubten bankmäßigen Geschäfte zu betreiben. Insoweit treten diese Institute am Markt seit Jahren als allgemeine Geschäftsbank bzw. Universalbank auf. Sie betätigen sich insbesondere im Kommunalkredit- und Baufinanzierungsgeschäft, das sie durch Pfandbriefe oder Kommunalobligationen refinanzieren.
Die Sparkassen betreiben insbesondere das Geschäft mit kleinen und mittleren Unternehmen sowie das Mengengeschäft, während sich die Landesbanken auf das Geschäft mit Großunternehmen, vermögenden Privatkunden und institutionellen Anlegern konzentrieren. Daraus ergibt sich eine strikte Marktsegmentierung zwischen beiden Institutsgruppen. Im Rahmen der so genannten vertikalen Arbeitsteilung sollen die Sparkassen dem Subsidiaritätsprinzip zufolge alle Aufgaben übernehmen, die diese größenbedingt wahrnehmen können; die Landesbanken sollen nur subsidiär dort eingreifen, wo sie fachlich und/oder größenmäßig überlegen sind. Eine größenbedingte Kooperation zwischen Landesbanken und Sparkassen gibt es beim Gemeinschaftskredit für mittelständische Unternehmen und in der Immobilienfinanzierung („Baufinanzierung aus einer Hand“).
Retail Banking war in der Vergangenheit keine Aufgabe der Landesbanken, wird aber heute von Landesbank Baden-Württemberg, Norddeutscher Landesbank, Landesbank Hessen-Thüringen sowie Bayerischer Landesbank angeboten, zum Teil über Tochtergesellschaften.
Streng zu trennen von den Aufgaben der Landesbank ist die Funktion einer Girozentrale, die meist ebenfalls von der Landesbank wahrgenommen wird.

## Neuausrichtung
Eine horizontale Integration gibt es durch Fusionen von Landesbanken untereinander wie im Januar 1969 zwischen der „Rheinischen Girozentrale und Provinzialbank“ und der „Landesbank für Westfalen Girozentrale“ zur „Westdeutschen Landesbank Girozentrale“ oder zwischen der „Hamburgischen Landesbank“ (HL), die ab 1968 von Hans-Peter Becker (* 1928) geleitet wurde, und der „Landesbank Schleswig-Holstein Girozentrale“ zur HSH Nordbank im Juni 2003. Vertikale Integrationen erfolgten zwischen der Landesbank Baden-Württemberg und der Landesgirokasse Stuttgart im Januar 1999 oder der Landesbank Hessen-Thüringen und der Frankfurter Sparkasse im Februar 2005.
Das Geschäftsmodell der Landesbanken stand zunehmend vor einem Dilemma – einerseits ist eine abnehmende Hausbankfunktion zu beobachten, andererseits halten sie sich von den Sparkassenmärkten weitgehend fern. Der Fortfall der Gewährträgerhaftung und eingeschränkte Geschäftsmodelle zwingen die verbliebenen Landesbanken zu Fusionen innerhalb des  Landesbankensektors, auch wenn politische Hindernisse zu überwinden sind. Fusionen können Synergien heben, Größenvorteile erhöhen, Kosten senken und damit zu günstigeren Economies of Scale führen. Ihre Privatisierung wurde bereits 1993 gefordert (Otto Graf Lambsdorff), sie würde das von der EU-Wettbewerbskommission kritisierte systemische Problem bei Landesbanken wegen deren öffentlicher Trägerschaft bei Eigenkapitalerhöhungen beseitigen.

## Existierende Landesbanken in Deutschland
- Bayerische Landesbank (BayernLB)
- Landesbank Baden-Württemberg (LBBW)
- Landesbank Hessen-Thüringen Girozentrale (Helaba)
- Norddeutsche Landesbank – Girozentrale – (Nord/LB)
- Landesbank Saar (SaarLB)

Nicht zu den öffentlich-rechtlichen Landesbanken zählt die Oldenburgische Landesbank (OLB). Die OLB gehört mehrheitlich zu einer US-amerikanischen Investorengruppe (u. a. Apollo Global Management) und trägt die Bezeichnung Landesbank aus historischen Gründen.

## Ehemalige Landesbanken in Deutschland
- HSH Nordbank und deren Vorgängerinstitute (Privatisiert 2018[10]):
  - Hamburgische Landesbank (bis 2003)
  - Landesbank Schleswig-Holstein Girozentrale / LB Kiel (bis 2003)
- Vorgängerinstitute der heutigen Landesbank Baden-Württemberg:
  - Südwestdeutsche Landesbank Girozentrale (SüdwestLB; 1999 mit der Landesgirokasse Stuttgart und dem Marktteil der Landeskreditbank Baden-Württemberg zur Landesbank Baden-Württemberg fusioniert)
    - Landesbank Stuttgart (1988 in der Südwestdeutsche Landesbank Girozentrale aufgegangen)
    - Badische Kommunale Landesbank (1988 in der Südwestdeutsche Landesbank Girozentrale aufgegangen)

  - LRP Landesbank Rheinland-Pfalz (2008 auf die Landesbank Baden-Württemberg verschmolzen)
  - Landesbank Sachsen (2008 auf die Landesbank Baden-Württemberg verschmolzen)
- Landesbank Berlin (LBB) (nicht mehr im Besitz eines Bundeslandes, seit sie vom Land Berlin an die Sparkassen-Finanzgruppe verkauft wurde)
- WestLB (wird seit 1. Juli 2012 abgewickelt; große Bereiche der Bank wurden zur Abwicklung in die Erste Abwicklungsanstalt übertragen, das Verbundbankgeschäft für Nordrhein-Westfalen und Brandenburg ging an die Helaba, Rechtsnachfolgerin ist die Portigon, eine Servicegesellschaft für Finanzdienstleister).
- Bremer Landesbank Kreditanstalt Oldenburg: 2017 auf die Nord/LB verschmolzen

## International
Das Pendant der Landesbanken in der Schweiz sind die Kantonalbanken. Auch sie sind Anstalten des öffentlichen Rechts und – da die Schweiz nicht zur Europäischen Union gehört – noch mit Gewährträgerhaftung oder kantonalen Garantien ausgestattet. Vorgesehen ist, diese kantonalen Haftungen mittelfristig abzuschaffen.
In Österreich spielte die Rolle der Landesbanken der Hyposektor.